# Дударенко Олександр Сергійович
Олександр Сергійович Дударенко (нар. 10 квітня 1995) — український футболіст.

## Кар'єра гравця
Олександр Дударенко народився 10 квітня 1995 року. Першими тренером Олександра став його дідусь, Микола Іванович Дударенко. У ДЮФЛУ виступав з 2008 по 2014 року у футболці львівських «Карпат», зіграв 69 матчів. З 2014 по 2016 роки виступав за юнацьку та молодіжну команди «Карпат», зіграв 70 матчів та відзначився 2-ма голами.
У 2016 році перейшов до першолігового клубу МФК «Миколаїв». У складі «корабелів» дебютував 13 жовтня 2016 року в програному (0:3) домашньому поєдинку 10-го туру першої ліги чемпіонату України проти охтирського «Нафтовика». Олександр вийшов у стартовому складі та відіграв увесь матч. Усього зіграв 8 матчів у футболці команди з Миколаєва.
У серпні 2022 року, за тиждень до початку чемпіонату в Першій лізі, став гравцем тернопільської «Ниви». За тернопільську команду дебютував 27 серпня 2022 року у нічийному поєдинку (1:1) проти вишгородського "Діназа". Загалом за команду зіграв три матчі. 27 вересня 2022 року залишив «Ниву».

## Особисте життя
Олександр представляє футбольну родину. Його батько, Сергій Миколайович, також був футболістом. На аматорському та професіональному рівні виступав у клубі СКА-Орбіта (Львів). Батько Сергія, Микола Іванович, також займався футболом. Виступав у клубах СКА (Львів), Торпедо (Луцьк), «Авангард» (Рівне) та «Ністру» (Кишинів).